# هیچ چیزی مانند کت و شلوار به من نمی‌آید
هیچ چیزی مانند کت و شلوار به من نمی‌آید (به انگلیسی: Nothing Suits Me Like a Suit) نام تک‌آهنگی از نیل پاتریک هریس، بازیگر نقش بارنی استینسون در سریال چگونه با مادرتان آشنا شدم می‌باشد که به مناسبت پخش صدمین قسمت این سریال، ساخته شد و در همان قسمت نیز پخش گردید.

## پیش زمینه
این آهنگ در اپیزود دخترها در برابر کت و شلوار و در سکانسی که بارنی می‌خواهد بین کلکسیون کت و شلوارهایش و دختری که از بار بلند کرده‌است، یکی را انتخاب کند، پخش شد. این اپیزود در ۱۵ ژانویه ۲۰۱۰ روی آنتن رفت. در ویدئوی آن از ۶۵ رقاص استفاده شده‌است. به غیر از هریس، جیسون سیگل، آلیسون هانیگان، کوبی اسمالدرز و جاش رادنر نیز هر کدام قسمت‌هایی از این آهنگ را خوانده‌اند.

## منبع
- مشارکت‌کنندگان ویکی‌پدیا. «Nothing Suits Me Like a Suit». در دانشنامهٔ ویکی‌پدیای انگلیسی، بازبینی‌شده در ۱۴ اوت ۲۰۱۱.